# Abludomelita richardi
Abludomelita richardi is een vlokreeftensoort uit de familie van de Melitidae. De wetenschappelijke naam van de soort is voor het eerst geldig gepubliceerd in 1900 door Chevreux.